# Tilt d'or
Pour les articles homonymes, voir Tilt.
Les Tilt d'or sont des récompenses décernées à chaque fin d'année par le magazine Tilt de 1983 à 1993, principalement à des jeux vidéo, occasionnellement à des logiciels applicatifs. Canal+ est devenu partenaire de l'évènement en 1985.

## Logiciels nommés

### 1983
En 1983, Tilt publia une sélection de cartouches, cassettes et disquettes sans décerner de récompense : le numéro de la fin d'année 1983, appelé « Guide des jeux vidéo 1984 », contient plusieurs articles intitulés « Les 30 meilleures cartouches couronnées par Tilt », « Les 20 meilleures cassettes couronnées par Tilt » et « Les 10 meilleures disquettes couronnées par Tilt ».

### 1984
Les jeux Tilt d'or 1984 sont, par catégorie :
- action : Fort Apocalypse de Synapse Software
- adaptation de jeu d'arcades : Decathlon de Activision
- animation sonore : Gyruss de Konami
- aventure : L'Aigle d'or de Loriciels
- échecs : Sargon III de Hayden Software
- éducatif : Mots en fleurs de Vifi-Nathan
- graphisme : Summer Games de Epyx
- habileté : Scuba Dive de Durell Software
- humour : BC's Quest for Tires de Sierra On-Line
- réflexe : Bruce Lee de Datasoft
- réflexion : Archon de Electronic Arts
- scénario : Wing War de Imagic
- simulation sportive : HES Games de HesWare
- simulation de course automobile : Pole Position de Namco
- simulation de boxe : Rocky de Coleco
- simulation de tennis : Match Point de Psion
- simulateur de vol : Flight Simulator II de subLOGIC
- stratégie : Germany 1985 de S.S.I.

Les utilitaires récompensés sont, par catégorie :
- aide à la création graphique : Atari Artist (ensemble composé d'une tablette graphique et d'une cartouche, pour ordinateurs Atari 600 et 800 XL)
- aide à la création musicale : Fantomusic, de Sprites

### 1985
Les jeux Tilt d'or 1985 sont, par catégorie :
- action : Skyfox de Electronic Arts
- animation sonore : Olé! de Firebird
- aventure : La Bête du Gévaudan de CIL
- aventure/action (ex æquo) : Sorcery de Virgin Games et Cauldron de Palace Software
- combat : The Way of the Exploding Fist de Melbourne House
- échecs : QL Chess de Psion
- éducatif : Max the Globe Trotter de Micro Lingua
- flipper (ex æquo) : Macadam Bumper de ERE Informatique et Cobra Pinball de Cobrasoft
- graphisme : Mugsy de Melbourne House
- mise en image : Karateka de Brøderbund Software (développé par Jordan Mechner)
- originalité : Spy vs Spy de First Star Software
- réflexion : Scrabble de Psion
- simulation sportive : Summer Games II de Epyx
- simulation guerrière : The Dam Busters de Sydney Development
- simulation de conduite automobile : Road Race de Activision
- stratégie : Archon II: Adept de Electronic Arts
- stratégie/action : Boulder Dash de First Star Software

Les utilitaires récompensés sont, par catégorie :
- aide à la création graphique : La Palette magique, de Jawx / Vifi-Nathan
- création : The Newsroom
- innovation technique : Loritel, de Loriciel

### 1986
Les jeux Tilt d'or 1986 sont, par catégorie :
- action (ex-aequo) : Billy la Banlieue de Loriciels et Knightmare de Konami
- animation : Cauldron II de Palace Software
- aventure/action : Crafton et Xunk de ERE Informatique
- aventure policière (ex-aequo) : L'affaire de Infogrames et Meurtres sur l'Atlantique de Cobrasoft
- combat : The Way of the Tiger de Gremlin Graphics
- éducatif : Vie et mort des dinosaures de Infogrames
- graphisme : The Pawn de Magnetic Scrolls
- interactivité : Alter Ego de Activision
- originalité : Little Computer People de Activision
- simulation (combat sous-marin) : Silent Service de MicroProse
- simulation (vol spatial) : Orbiter de Spectrum Holobyte
- simulation sportive : Mean 18 de Microsmiths
- stratégie : Elite de Ian Bell et David Braben

### 1987
Les jeux Tilt d'or 1987 sont, par catégorie :
- action : Trailblazer de Mr. Chip Software
- arcade : Goldrunner de Microdeal
- aventure : Le Manoir de Mortevielle de Lankhor
- bruitage : Le Manoir de Mortevielle de Lankhor
- graphismes : Les Passagers du vent de Infogrames
- originalité (ex æquo) : The Sentinel de Firebird et Sapiens de Loriciels
- simulation : Chuck Yeager's Advanced Flight Trainer de Electronic Arts

Le prix spécial du jury est décerné à Cobrasoft.
Le jeu de l'année est Marble Madness de Electronic Arts.

### 1988
Les jeux Tilt d'or 1988 sont, par catégorie :
- action : Nebulus de Hewson
- action/aventure : Barbarian II: The Dungeon of Drax de Palace Software
- adaptation d'arcade (ex æquo) : Operation Wolf de Ocean France et Buggy Boy de Elite
- animation : Virus de Firebird
- animation sonore : Dungeon Master de FTL Games
- aventure en langue anglaise : Corruption de Rainbird
- aventure en lange française : L'Arche du Captain Blood de ERE Informatique
- éducatif : Rody et Mastico de Lankhor
- graphisme : Rocket Ranger de Cinemaware
- jeu de rôle : Dungeon Master de FTL Games
- originalité (ex æquo) : Carrier Command de Rainbird et Tetris de Mirrorsoft
- réflexion/stratégie : Tetris de Mirrorsoft
- shoot-them-up : Star Ray de Logotron
- simulation sportive : Turbo Cup de Loriciels
- simulation de vol : F/A-18 Interceptor de Intellisoft

Un prix spécial du jury est décerné à ERE Informatique, pour l'ensemble de son œuvre, et à Carraz Editions.
Un prix spécial du meilleur espoir est décerné à Thunder Blade, de U.S. Gold et Sega.

### 1989
Les jeux Tilt d'or 1989 sont, par catégorie :
- action : Skweek de Loriciel
- action sur console : Super Mario Bros. 2 de Nintendo
- adaptation d'arcade : Strider de U.S. Gold
- animation : Interphase de The Assembly Line
- animation sonore : Les Voyageurs du temps de Delphine Software
- aventure/action : Last Ninja II de System 3
- aventure/action sur console : Castlevania de Konami
- aventure en langue anglaise : Indiana Jones et la Dernière Croisade de Lucasfilm Games
- aventure en langue française : Les Voyageurs du temps de Delphine Software
- éducatif : Les 1001 Voyages de Carraz Editions
- graphisme : Shadow of the Beast de Reflections Software
- jeu de rôle : Neuromancien d'Interplay Entertainment
- originalité : SimCity de Maxis
- réflexion/stratégie : Populous de Bullfrog Productions
- shoot them up : SilkWorm de Random Access
- shoot them up sur console : R-Type de Irem
- simulation sportive (ex æquo) : Great Courts de Blue Byte et Kick Off de Anco
- simulation : M1 Tank Platoon de MicroProse
- simulateur de vol : Falcon de Spectrum Holobyte

Devant le fort intérêt des lecteurs de Tilt pour la publication assistée par ordinateur, la rédaction a décidé de décerner un prix au logiciel Calamus sur Atari ST.
Le prix spécial du jury va à West Phaser de Loriciel.

### 1990
Les jeux Tilt d'or 1990 sont, par catégorie:
- action (ex-aequo) : The Revenge of Shinobi de Sega et Turrican de Rainbow Arts
- action/réflexion : Pipe Mania de Empire Interactive/Titus Interactive
- animation : Prince of Persia de Brøderbund Software
- aventure : Maupiti Island de Lankhor
- aventure/action : Adventure of Link de Nintendo
- beat'em all : PC Kid de Hudson Soft
- conversion d'arcade : Pang de Ocean Software
- course auto-moto : Lotus Esprit Turbo Challenge de Gremlin Graphics Software
- graphisme : B.A.T. de Ubi Soft
- jeu de rôle : Captive de Mindscape
- réflexion/stratégie (ex-aequo) : Full Metal Planet de Infogrames et Powermonger de Electronic Arts
- shoot'em up (ex-aequo) : Battle Squadron de Innerprise/Ubi et Thunder Force III de Sega
- simulateur de vol : LHX: Attack Chopper de Electronic Arts
- simulation (hors simulateurs de vol) : Wolfpack de Mirrorsoft
- simulation sportive : Indianapolis 500: The Simulation de Electronic Arts

Le prix spécial du jury est décerné à Sid Meier's Railroad Tycoon, de Microprose et le meilleur espoir à SWIV de Storm.

### 1991
Les logiciels micro Tilt d'or 1991 sont, par catégorie :
- simulateur de vol : Yeager Air Combat d'Electronic Arts
- mise en scène : Wing Commander II d'Origin
- simulation sportive : Vroom de Lankhor
- aventure : Croisière pour un cadavre de Delphine Software
- stratégie : Civilization de Microprose
- animation : Another World de Delphine Software
- action : Magic Pockets de Mindscape
- jeu de rôle : Might & Magic III de New World Computing
- outil de création graphique : 3D Construction Kit de Domark
- graphisme : Heart of China de Dynamix

Les jeux console Tilt d'or 1991 sont, par catégorie :
- plates-formes : Sonic de Sega
- graphisme : Mickey Mouse Castle of Illusion de Sega
- simulation sportive : Final Match Tennis de Human Creative Group
- beat-them-all : Super Ghouls'n Ghosts de Capcom
- action/réflexion : Dr. Mario de Nintendo
- shoot-them-up : Spriggan de Nazac
- jeu le plus original : Lemmings de Psygnosis
- stratégie : Populous d'Imagen
- jeu de rôle : Shining in the Darkness de Tecmogik
- aventure/action : Shadow of the Beast de Gremlin

Les Tilt d'or Micro Kid's sont, par catégorie :
- console : Sonic de Sega
- micro : Wing Commander II d'Origin

### 1992
La remise a eu lieu sur le Supergames Show. Elle fut présidée par Jean-Michel Blottière, alors présentateur de Micro Kid's, et Jérôme Bonaldi, alors chroniqueur à Canal+.
- Meilleur jeu de combat console : Street Fighter II de Capcom sur Super Nintendo
  - World Heroes d'Alpha sur Neo Geo
  - TMNT Turtles in Time de Konami sur Super Nintendo

- Meilleur shoot'em up console : Gates of Thunder de Hudson Soft sur PC Engine CD Rom
  - Last Resort de SNK sur Neo Geo
  - Axelay de Konami sur Super Famicom

- Meilleur jeu de plates-formes console : Sonic 2 de Sega sur Megadrive
  - Addams Family d'Ocean sur Super Nintendo
  - Robocod de Millenium et Electronic Arts sur Megadrive

- Meilleur jeu d'action console : Super Castlevania IV de Konami sur Super Nintendo
  - Desert Strike: Return to the Gulf d'Electronic Arts sur Megadrive
  - Prince of Persia de Masaya sur Super Famicom

- Meilleur jeu d'aventure console : Legend of Zelda 3 de Nintendo sur Super Nintendo
  - Wonderboy V de Sega sur Megadrive
  - Arcus Odyssey sur Megadrive

- Meilleure course console : Super Monaco Grand Prix II de Sega sur Megadrive
  - Top Gear de Kemco et Gremlin sur Super Nintendo
  - Thrash Rally d'Alpha sur Neo Geo

- Meilleure simulation sportive console : Best of the Best de Loriciel sur Super NES
  - Super Dunk Shot sur Super Famicom
  - Olympic Gold de Sega sur Megadrive

- Meilleur jeu d'action/réflexion console : Krusty's Super Fun House d'Acclaim sur Super Famicom
  - Super Skweek de Loriciel sur Lynx
  - Bubble Ghost d'Infogrames sur Game Boy

- Meilleur jeu de stratégie console : Warsong de Treco sur Megadrive
  - Elite d'Imagineer sur NES
  - Chess Master de Software Toolworks sur Game Gear

- Prix spécial du jury : Elite d'Imagineer sur NES

- Coup de cœur de la rédaction de Consoles+ : Super Mario Kart de Nintendo sur Super Famicom

- Meilleur jeu Micro Kid's console : Super Mario World de Nintendo sur Super Nintendo

- Meilleur jeu d'aventure micro : Rex Nebular de Microprose sur PC
  - King's Quest VI de Sierra sur PC
  - Eternam d'Infogrames sur PC

- Meilleur jeu de rôle micro : Ultima Underworld d'Origin et Electronic Arts sur PC
  - Wizardry VII de Sir Tech Software et US Gold sur PC
  - Black Crypt d'Electronic Arts sur Amiga

- Meilleure simulation de vol micro : Aces of the Pacific de Dynamix et Sierra sur PC
  - B-17 Flying Fortress de Microprose sur PC
  - Falcon 3.0 de Spectrum Holobyte sur PC

- Meilleurs graphismes micro : Inca de Coktel Vision sur PC
  - King's Quest VI de Sierra sur PC
  - The Lost Files of Sherlock Holmes d'Electronic Arts sur PC

- Meilleure animation micro : Alone in the Dark d'Infogrames sur PC
  - Inca de Coktel Vision sur PC
  - Epic d'Ocean sur ST

- Meilleure bande-son micro : Dune de Cryo et Virgin sur PC
  - Kyrandia de Virgin Games sur PC
  - Inca de Coktel Vision sur PC

- Meilleur jeu d'action micro : Prince of Persia de Broderbund sur Macintosh
  - Project X de Team 17 et Ubi Soft sur Amiga
  - Zool de Gremlin sur Amiga

- Meilleure simulation sportive micro : Sensible Soccer de Sensible Software et Mindscape sur ST
  - Links 386 d'Access sur PC
  - Striker de Rage Software sur Amiga

- Meilleur jeu de réflexion micro : Push Over d'Ocean sur Amiga
  - Grand Master Chess de Capstone et Accolade sur PC
  - Chess Master 3000 de Software Toolworks et Mindscape sur PC

- Meilleur jeu de création micro : Le Rédacteur 4 d'Epigraf sur Atari ST
  - Real 3D Junior de Real Soft sur Amiga
  - Volumm 4D de Volumm sur PC

- Meilleur jeu Micro Kid's micro : Epic de Sensible Software et Ocean sur Atari ST, Amiga et PC

- Prix spécial SuperGames Show : Street Fighter II de Capcom sur Super Famicom

### 1993
La cérémonie a eu lieu le 26 novembre 1993 à l'amphithéatre de la Sorbonne, lors de la Nuit des Jeux Video retransmise par France 3.
- Meilleur jeu d'aventure : Day of the Tentacle de LucasArts sur PC et PC CD-ROM
  - Freddy Pharkas de Sierra sur PC
  - Simon the Sorcerer d'Adventure Soft sur PC et Amiga

- Meilleur jeu d'animation : Alone in the Dark 2 d'Infogrames sur PC
  - ShadowCaster d'Origin sur PC
  - Flashback de Delphine sur PC et Amiga

- Meilleur jeu de rôles : Serpent Isle d'Origin sur PC
  - Lands of Lore de Westwood et Virgin sur PC
  - Betrayal at Krondor de Dynamix et Sierra sur PC

- Meilleur jeu de simul-action : Comanche de Novalogic sur PC
  - X-Wing de LucasArts sur PC
  - Privateer d'Origin sur PC

- Meilleur jeu d'action : Alien Breed 2 de Team 17 sur Amiga 1200
  - Syndicate d'Electronic Arts sur PC et Amiga
  - Desert Strike: Return to the Gulf d'Electronic Arts sur PC

- Meilleur jeu de sport : Jordan in Flight d'Electronic Arts sur PC
  - Goal de Virgin sur Amiga
  - OM Super Football d'Ocean sur Amiga et PC

- Meilleur jeu de stratégie : Genesia de Microïds sur Amiga
  - Dune II de Westwood et Virgin sur PC et Amiga
  - Starlord de MicroProse sur PC

- Meilleur jeu CD : The 7th Guest de Trilobyte et Virgin sur PC CD
  - Rebel Assault de LucasArts sur PC CD
  - The Journeyman Project de Presto Studios sur Mac CD

- Meilleur simulateur de vol : TFX de D.I.D. et Ocean sur PC
  - Aces Over Europe de Dynamix et Sierra sur PC
  - Tornado de Digital Integration sur PC

- Tilt d'Or Micro Kid's : Lands of Lore de Westwood et Virgin sur PC
  - Day of the Tentacle de LucasArts sur PC et PC CD
  - X-Wing de LucasArts sur PC

- Meilleur jeu CD-I : Inca de Coktel Vision
  - Kether d'Infogrames
  - Dimo's Quest de SPC et Philips